# 臺北市數位實驗高級中等學校
臺北市數位實驗高級中等學校（英文簡稱T-school、中文簡稱數位實中）是臺北市的一所公立學校型態實驗教育學校，嘗試突破實體校園的限制，以融合數位科技與探究實作的方式，讓學生可以進行個人化深度學習。並以「廣闊探索、天賦自由」為教育目標，期許將學生培育為具「學習力」、「影響力」、「移動力」的世界公民。
臺北市數位實驗高中以特殊選才為主要招生管道，如有不足額，則另啟動申請入學招生管道。每屆招收高中部學生48名。

## 歷史
臺北市政府於2021年配合實驗教育規劃，決定設立「第一實驗網路高中」並設立籌備處，由時任北一女校長陳智源兼任籌備處主任。不過在2022年初經公開校名徵選活動後，校名最終定名為「臺北市數位實驗高中」。
2022年7月完成首屆招收後，學校於於8月正式成立，校址設於弘道國中內；最初是由籌備處主任陳智源擔任代理校長，直到2023年完成校長遴選．由原任弘道國中校長賴宏銓擔任首任校長，同年也開始啟用位於臺北市教育研究發展中心內的吉林基地。

## 歷任校長
| 任         | 姓名       | 上任日期      | 卸任日期      | 上任前職務                         | 卸任後職務                         | 備註                               |
| 籌備處主任 | 籌備處主任 | 籌備處主任    | 籌備處主任    | 籌備處主任                         | 籌備處主任                         | 籌備處主任                         |
| ---------- | ---------- | ------------- | ------------- | ---------------------------------- | ---------------------------------- | ---------------------------------- |
|            | 陳智源     | 2021年8月     | 2022年7月     | 由臺北市立第一女子高級中學校長兼任 | 由臺北市立第一女子高級中學校長兼任 | 由臺北市立第一女子高級中學校長兼任 |
| 校長       |            |               |               |                                    |                                    |                                    |
| 代理       | 陳智源     | 2022年8月1日  | 2023年3月11日 | 由臺北市立第一女子高級中學校長兼任 | 由臺北市立第一女子高級中學校長兼任 |                                    |
| 代理       | 賴宏銓     | 2023年3月12日 | 2023年7月31日 | 由臺北市立弘道國民中學校長兼任     | 由臺北市立弘道國民中學校長兼任     |                                    |
| 1          | 賴宏銓     | 2023年8月1日  | 現任          | 臺北市立弘道國民中學校長           |                                    |                                    |

## 課程設計與學習特色
課程架構與一般高中體制有明顯區別。傳統高中視國語、數學、英文、自然、社會為核心必修科目，在數位實中這些科目屬於選修課程，讓學生依照自身程度、專業能力及興趣進行選課與安排，賦予學習更大的彈性與自主性。
相對而言，數位實中將三大類跨領域素養課程設為必修課程，作為學生能力發展的核心基礎：
- 自我發展課程：包含「自我覺察」、「生涯探索」、「學習策略」、「身體素養」、「本土語言」及「全民國防」，可以幫助學生認識自我、探索未來方向，並且培養穩健的學習方法與健康生活習慣。
- 人文社會課程：結合數位素養與社會實踐，課程涵蓋「數位時代」、「數位公民」、「公民行動」、「設計思考」、「SDGs 議題探索」、「議題探究」與「社會創新」，透過問題導向學習（PBL）以及全球視野，培養學生關注公共議題與行動能力。
- 畢業專題課程：每位學生須在高中三年間獨立完成一項具學習力、影響力及移動力的專題計畫，整合所學知識與技能，展現個人對社會、科技或人文領域的深度思考與實踐能力。

數位實中的學習模式突破傳統教室限制，採混成學習方式，分為線上同步、非同步及實體課程三大類，並非一定要每天都實體到校上課。除此之外，也有提供很多跨場域學習的機會，包括參訪、實察、腳踏車環島等，讓學生可以在整個臺北市進行彈性學習。因為選修課程種類眾多，課表採行「一生一課表」的個別化設計，學生需具備高度自律與規劃能力，主動安排自己的課程進度與學習節奏。

## 個別需求課程
除了三大類必修課程與多元選修外，數位實中為了能讓學生探索與發展多元興趣與天賦，並同時往自身專業領域深入發展，提供學生申請個別需求課程，該課程依據學生個人的學習目標、未來升學、職涯發展與興趣等，整合對應的學習資源、開設相關高專業度課程，同時學生需要自主規劃學習方案跟進度計畫，建立屬於個人的課程地圖，培養學生得以真正成為自己學習的設計者與執行者。
此課程可於高一至高三上期間申請實施，以一學期為單位申請及安排進度，並依據《臺北市數位實驗高級中等學校學生個別需求課程成績採計審查作業規定》獲得正式學分認證。課程形式可包括但不限於專題研究、大學先修課程、跨校合作計畫、實務實習、國內外競賽參與、線上學習平台課程、志工服務、創作發表或其他非傳統教學形式的學習歷程。

## 備註
1. ↑  於113學年度的現在，已有高一、高二、高三三屆學生。

## 外部連結
- 官方網站
- 臺北市數位實驗高級中等學校T-School的Facebook專頁
- YouTube上的臺北市數位實驗高中頻道